# Allium alibile
Allium alibile — вид трав'янистих рослин родини амарилісові (Amaryllidaceae), поширений в Ефіопії, Саудівській Аравії, Судані.

## Опис
У виду кругла біла цибулина. Зонтик щільний, містить багато квітів, скупчених разом. Квітки дзвоникоподібні, трояндово-рожеві.

## Поширення
Поширений в Ефіопії, Саудівській Аравії, Судані.